# AquaBounty Technologies
AquaBounty Technologies è un'azienda di biotecnologie, coinvolta in ricerca, sviluppo, e commercializzazione di prodotti con lo scopo di aumentare la produttività dell'acquacoltura.